# Opomyza florum
Opomyza florum – gatunek muchówki z podrzędu krótkoczułkich i rodziny niżnicowatych.
Gatunek ten opisany został po raz pierwszy w 1794 roku przez Johana Christiana Fabriciusa jako Musca florum.
Samce osiągają od 3,75 do 4,5 mm długości ciała i od 3,8 do 4,4 mm długości skrzydła. Samice mają od 4,5 do 5,75 mm długości ciała i od 4,4 do 5,1 mm długości skrzydła. Głowa ma twarz, policzki i czołowe brzegi oczu biało opylone. Biczyk czułków jest czarny, a pozostała ich część pomarańczowa. Żółtobrunatny tułów pokrywa białe, lekkie opylenie. Barwa odnóży jest jasnożółta. Żółty odwłok ma miejscami brunatne podbarwienie, zwłaszcza na tylnych brzegach tergitów. Na odwłoku ponadto często występują brązowe kropki boczne. Skrzydło pozbawione jest dodatkowych żyłek lub plamek w obrębie komórki bazalnej. Występuje tylko jedna żyłka poprzeczna radialno-medialna. Na wierzchołkowym odcinku ostatniej żyłki radialnej (R4+5) brak plamek, choć może on być równomiernie przybrunatniony. Rejon błony przyległy do przedniej żyłki kubitalnej jest przejrzysty. Samiec ma ścięte u wierzchołka i w widoku bocznym nierozszerzone ku szczytowi przysadki odłokowe. Samicę cechuje lekkie zaostrzenie odwłoka w jego tylnej części
Owady dorosłe obserwuje się od czerwca do wczesnego listopada. Samice składają jesienią jaja w glebie, u nasady roślin żywicielskich, którymi są różne trawy, w tym niekiedy pszenica. Zimują prawdopodobnie jaja. Larwy klują się wiosną i żerują wewnątrz łodyg. W stadium poczwarki przechodzą w maju. Występuje jedno pokolenie rocznie.
Gatunek podawany z Albanii, Andory, Austrii, Belgii, Białorusi, Bośni i Hercegowiny, Bułgarii, Chorwacji, Czech, Danii, Estonii, Finlandii, Francji, Grecji, Hiszpanii, Holandii, Irlandii, Litwy, Łotwy, Macedonii Północnej, Niemiec, Norwegii, Polski, Rosji, Rumunii, Słowacji, Słowenii, Szwecji, Szwajcarii, Turcji, Ukrainy, Węgier, Wielkiej Brytanii i Włoch.